# Georg Sörgel
Georg Sörgel (* 16. April 1911 in Leipzig; † 12. Juli 1961 in Ballenstedt (?)) war ein deutscher Mykologe und Pflanzenzüchter.

## Leben
Sörgel wuchs als Kind eines Elektrotechnikers in Peine bei Hannover auf. Nach seiner Promotion bei Richard Harder in Göttingen 1938 arbeitete er dort als Assistent, bevor er 1941 nach Quedlinburg übersiedelte, wo er bei der Gebrüder Dippe AG als wissenschaftlicher Mitarbeiter tätig war. Nach Kriegseinsatz in der Wehrmacht und französischer Kriegsgefangenschaft kehrte er 1948 nach Quedlinburg zurück, um dort am Institut für Pflanzenzüchtung der DAL (Deutsche Akademie der Landwirtschaftswissenschaften) und als Leiter der phytopathologisch-botanischen Abteilung zu wirken.
Sörgel verunglückte am 12. Juli 1961 tödlich beim Segelfliegen auf dem Segelflugplatz in Ballenstedt.

## Werk/Wirken
Sörgel erhielt 1951 zusammen mit dem Institutsleiter Gustav Becker den Nationalpreis der DDR für Arbeiten zur Resistenz von Kulturpflanzen gegen pilzliche Schädlinge. 1956 wurde er Professor der DAL. Seit 1957 war er Mitglied der Deutschen Gesellschaft für Pilzkunde. Studienreisen führten ihn nach Italien, in den Libanon und nach China.

## Werke/Schriften
- Dissertation: Untersuchungen über den Generationswechsel von Allomyces. - Z.Bot. 31: 401–446. 1937.
- Sörgel, G. Über eine neue Kulturmethode für Mikroorganismen. Der Züchter 21, 322–324 (1951). DOI:10.1007/BF00709186